# Pfarrkirche Kapelln

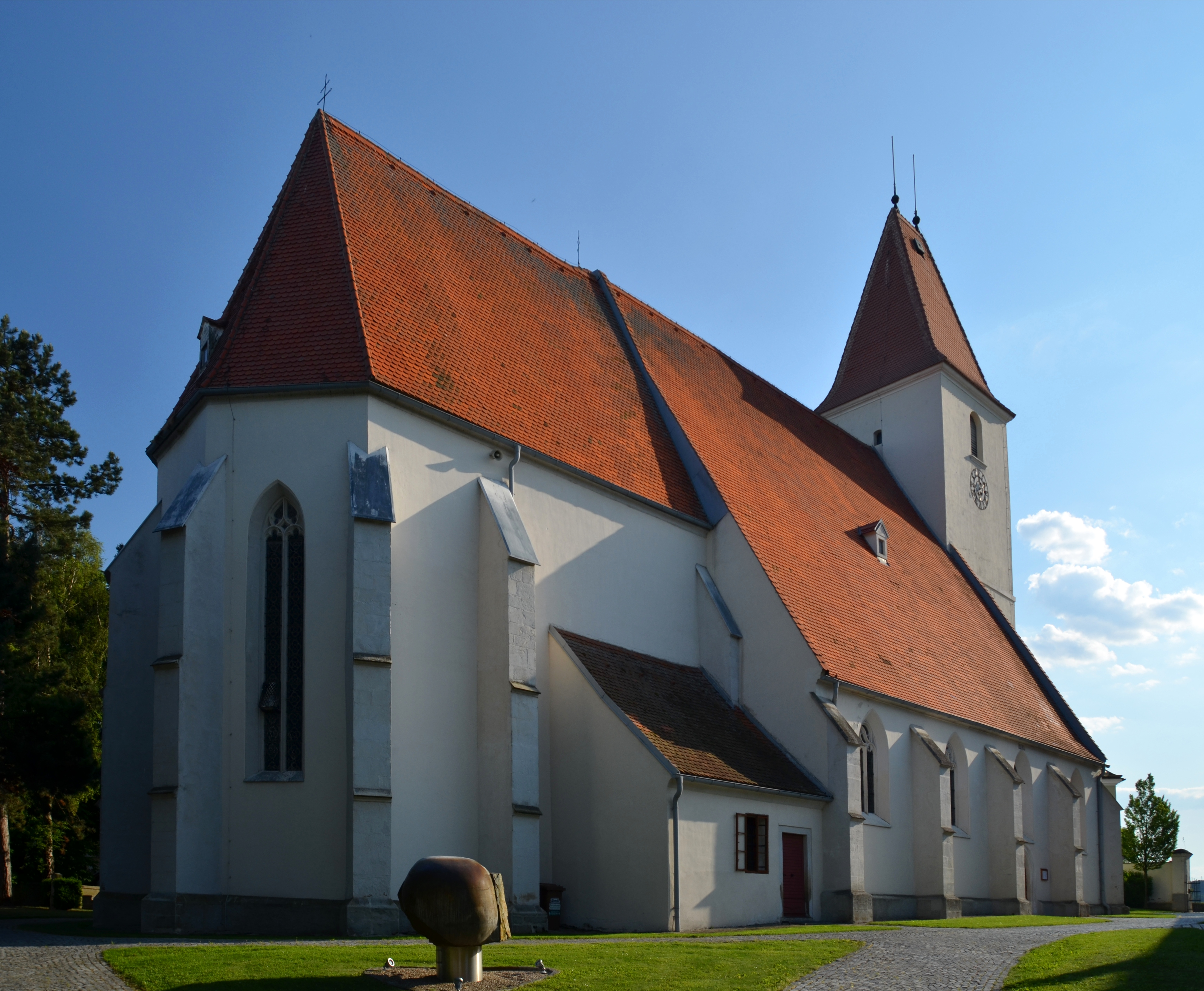
Katholische Pfarrkirche hl. Petronilla in Kapelln

Die römisch-katholische Pfarrkirche Kapelln steht weithin sichtbar auf einer Anhöhe über dem Ort in der Gemeinde Kapelln im Bezirk St. Pölten-Land in Niederösterreich. Die dem Patrozinium der hl. Petronilla unterstellte Pfarrkirche gehört zum Dekanat Herzogenburg in der Diözese St. Pölten. Die Kirche und der ehemalige Friedhof stehen unter Denkmalschutz (Listeneintrag).

## Geschichte
Urkundlich wurde 1077 eine Pfarre genannt. Der Chor entstand um 1400, das Langhaus nordseitig mit 1459 bezeichnet entstand in der Mitte des 15. Jahrhunderts, der Westturm nennt 1512. Die Barockisierung erfolgte im Ende des 17. Jahrhunderts und nennt 1727. 1900 war eine Renovierung. 

## Architektur
Die Kirche mit dem ehemaligen Friedhof bildet erhöht auf einer Terrasse mit dem Pfarrhof und der Volksschule als Pfarrbezirk ein Bauensemble. Die spätgotische Staffelhallenkirche mit einem mächtigen vorgestellten Westturm wurde im Kircheninneren spätbarock verändert.
Das Kirchenäußere zeigt ein spätgotisches pseudobasilikales Langhaus unter einem mächtigen Satteldach und einen eingezogenen polygonal geschlossenen Chor mit leicht abgetreppten Strebepfeilern und zweibahnigen Spitzbogenfenstern, die Fenster am Langhaus mit spätgotischen Maßwerk, das östliche Chorfenster ist vermauert. Das spätgotische Süd- und Nordportal am Langhaus haben ein verstäbtes Gewände um 1500. Die westliche Giebelfront hat einen hohen vorgestellten spätgotischen Turm mit rundbogigen Schallfenstern unter einem Keildach. Im nördlichen Chorwinkel steht eine eingeschoßige Sakristei unter einem Pultdach.
Eine Bauinschrifttafel nennt Propst J. M. Führer 1727.

## Einrichtung
Der Hochaltar als barockes Säulenretabel mit einer leeren Statuennische verdeckt vom Altarblatt Mariä Himmelfahrt gemalt von Ferdinand Maurer 1784 nach Daniel Grans Bozetto für das Hochaltarblatt der Stiftskirche Lilienfeld, die seitlichen Engelstatuetten sind aus dem Anfang des 18. Jahrhunderts, der Auszug ist figurenreich. Den Tabernakel schuf Philipp Bißmayer 1823.
Die Orgel baute Franz Capek 1906 in einem neugotischen Gehäuse. 

## Grabdenkmäler
Außen
- Drei Wappengrabplatten, zu Hyppolitus Malaspina 1710, zu Barbara Bottinger 1553 und freistehend zu Franz von Windischgraetz 1661.

Im Chor
- Inschriftplatte mit Wappenkartusche zu Barbara Bottinger 1553 und Tochter Sophie 1554. Rotmarmorplatte mit Wappenkartusche zu Hippolitus Malaspino gesetzt 1712.

Im Langhaus
- Inschriftplatte zu Johann Ernst von Windischgraetz und Familie 1661.